# Procriosis albizona
Procriosis albizona là một loài bướm đêm trong họ Noctuidae.